# Daldorfia
Daldorfia är ett släkte av kräftdjur. Daldorfia ingår i familjen Daldorfiidae.
Daldorfia är enda släktet i familjen Daldorfiidae.
Kladogram enligt Catalogue of Life:
| Daldorfia | \| \| Daldorfia horrida \| \| \| \| \| \| Daldorfia rathbunae \| \| \| \| |
|           | \| \| Daldorfia horrida \| \| \| \| \| \| Daldorfia rathbunae \| \| \| \| |
|           | Daldorfia horrida                                                         |
|           |                                                                           |
|           | Daldorfia rathbunae                                                       |
|           |                                                                           |

## Bildgalleri

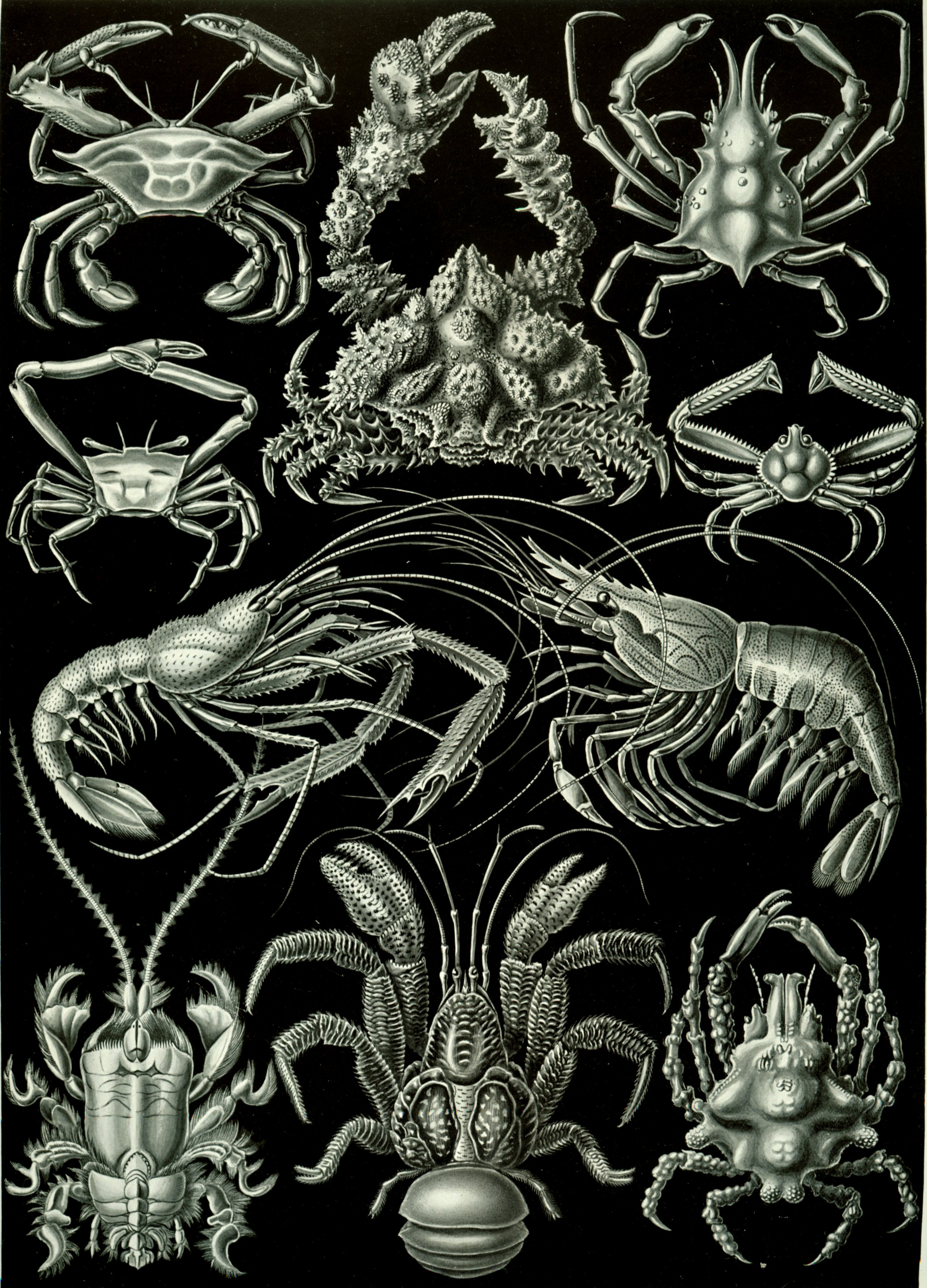
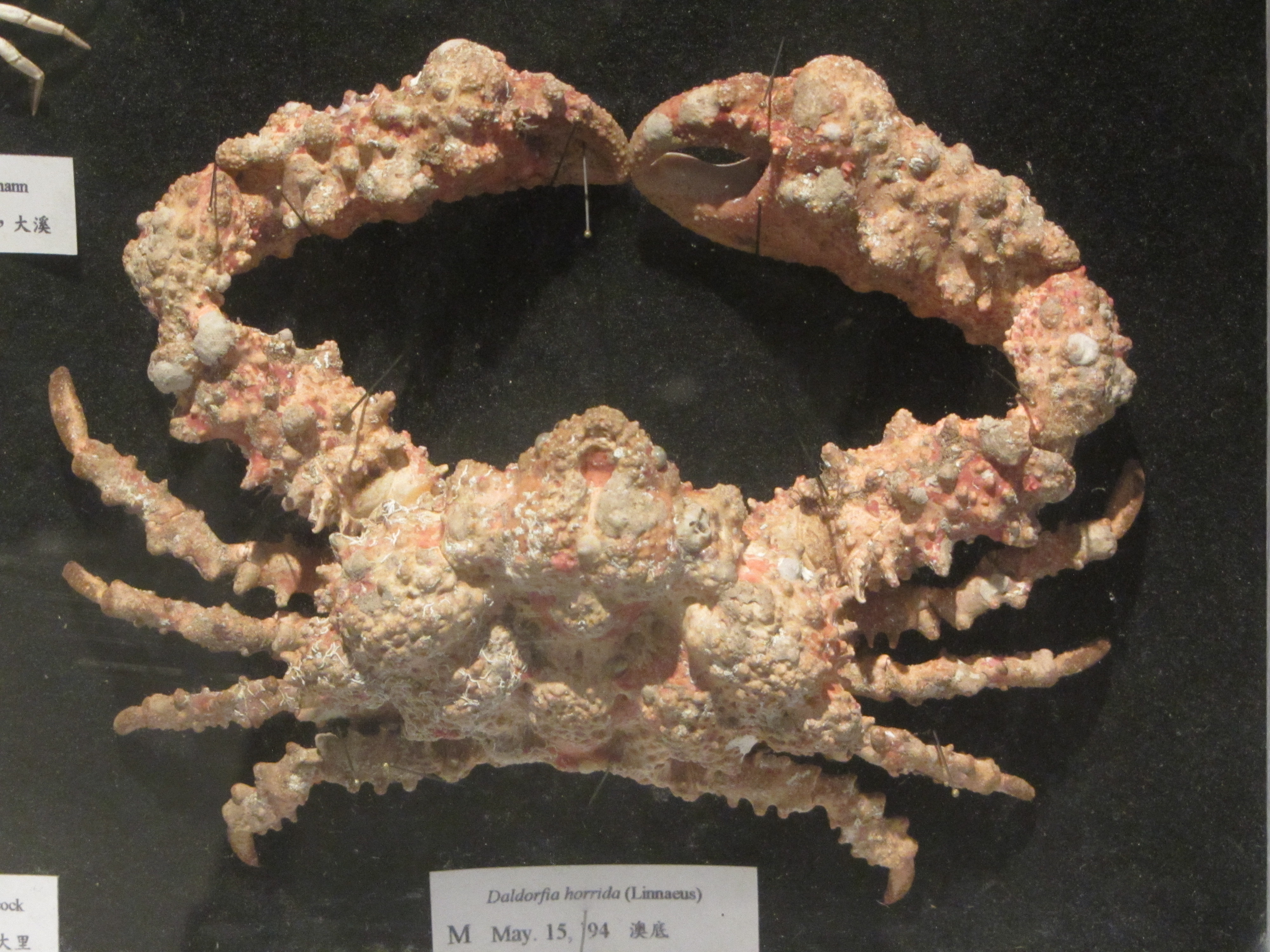